# Lijst van parken en reservaten in Cuba
Er zijn 211 beschermde natuurgebieden (área protegida) in Cuba. Deze gebieden vallen onder de verantwoordelijkheid van het SNAP (Sistema Nacional de Áreas Protegidas de Cuba), een afdeling van het CITMA (Ministerio de Ciencia Tecnología y Medio Ambiente).
Er zijn 13 sites van internationaal belang (sitio de relevancia internacional), 64 gebieden van nationale betekenis (área de significación nacional) en 134 gebieden van lokale betekenis (área de significación local), samen dus 211 geïdentificeerde gebieden (área identificada). De lijst hieronder vermeldt de eerste twee soorten.

## Sites van internationaal belang
- Alejandro de Humboldt (Werelderfgoed natuur UNESCO)
- Baconao (Biosfeerreservaat UNESCO)
- Buenavista (Ramsar en Biosfeerreservaat UNESCO)
- Ciénaga de Lanier (Ramsar)
- Ciénaga de Zapata (Ramsar en Biosfeerreservaat UNESCO)
- Cuchillas del Toa (Biosfeerreservaat UNESCO)
- Delta del Cauto (Ramsar)
- Desembarco del Granma (Werelderfgoed natuur UNESCO)
- Humedales del Norte de Ciego de Avila (Ramsar)
- Península de Guanahacabibes (Biosfeerreservaat UNESCO)
- Río Máximo (Ramsar)
- Sierra del Rosario (Biosfeerreservaat UNESCO)
- Sur de la Isla de la Juventud (Ramsar)

## Gebieden van nationale betekenis
Alto de las Canas • Bahía de Malagueta • Bahía de Nuevas Grande - La Isleta • Baitiquirí  • Banco de Buena Esperanza • Banco de San Antonio • Bosque Fósil de Najasa • Caguanes • Caleta • Caletones • Campos - RosaRío • Caverna de Santa Catalina • Cayo Largo • Cayo Romano • Cayo Santa María • Cayos de Ana María • Cayos de San Felipe • Centro y Oeste de Cayo Coco • Cerro Galano • Correa • Cueva de Martín Infierno • El Mulo • El Retiro • El Venero • Gran Piedra • Guanahacabibes • Hanabanilla • Hatibonico • Jardines de la Reina • La Coca • Lanzanillo - Pajonal - Fragoso • Las Peladas • Las Picúas-Cayo Cristo • Limones - Tuabaquey • Loma del Gato - Monte Líbano • Lomas de Banao • Lomas de Galindo • Los Caimanes • Los Indios • Los Orientales • Los Pretiles • Mensura-Pilotos • Mil Cumbres • Mogote Jumagua • Monte Verde • Ojo de Agua • Ojo del Mégano • Paleocaverna Bellamar • Parnaso-Los Montes • Península de Zapata • Pico Cristal • Pico San Juan • Pico Bayamesa • Punta del Este • Punta Francés • Punte Bitiri • Sabanas de Santa Clara • San Miguel de Parada • Siboney - Jutisí • Sistema Espelolacustre de Zapata • Tres Ceibas de Clavellinas • Turquino • Viñales Valley • Yunque de Baracoa.